# 納瓦霍泉 (亞利桑那州)
納瓦霍泉（英語：Navajo Springs）是位於美國亞利桑那州阿帕契縣的一個非建制地區。該地的面積和人口皆未知。

## 地理
納瓦霍泉的座標為35°06′13″N 109°29′47″W / 35.10361°N 109.49639°W，而該地的平均海拔高度為1732米（即5682英尺）。